# Музей транспорта Минска
Музей городского пассажирского транспорта Минска был открыт в октябре 2018 года  Это единственный в республике музей, где представлены такие виды наземного транспорта как: автобусы, троллейбусы, трамваи.  Музей располагается на территории филиала "Служба энергохозяйства" государственного предприятия "Минсктранс" на Партизанском проспекте, 6. Музей включает в себя:
- Основной экспозиционный зал с мини-кинотеатром, видеостеной, где представлены история и развитие общественного транспорта от конки до электробуса. Здесь же можно побывать в интерьере кабинета директора Минсктранса 60-х годов[2].
- Выставку раритетной техники под открытым небом, которая насчитывает 30 единиц подвижного состава. Здесь есть и первый троллейбус из депо №1.
- Экспозицию, посвященную государственному предприятию «Минсктранс»
- Выставку ретромотоциклов и велосипедов.
- В подвижном составе можно войти в салон и почувствовать себя водителем за рулем транспортного средства[3].

Режим работы:
- Вторник-пятница: 8.00-19.30
- Суббота:10.00-18.00
- Выходные: воскресенье, понедельник.
  - Санитарный день – последний четверг месяца

Для всех посетителей посещение музея только по предварительной записи  по телефону +375(29) 217-88-51. 